# Sandrine Bailly
Sandrine Bailly (Belley, 1979. november 25. –) francia sílövő. A hivatásos katonaként szolgáló sportolónő 1995-óta foglalkozik a sílövészettel.
Nemzetközi versenyeken 1998-tól vett részt. Kezdetben az Európa-kupában, az Európa-bajnokságon és a junior világbajnokságon nevezte a francia sílövő szövetség.
A felnőttek mezőnyében, a világkupában 2000-ben szerepelt először. A sorozatot 2004/2005-ben az összetett első helyen zárta. Ezen kívül további egy-egy összetett második illetve harmadik helyet szerzett.
2001-től szinte valamennyi világbajnokságon jelen volt. Egyetlen világbajnoki címét 2003-ban szerezte az üldözőverseny megnyerésével. Ezen kívül további két ezüst és öt bronzérmet tudhat magáénak, de további négy alkalommal végzett a negyedik és hatszor az ötödik helyen.
Olimpián 2002-ben Salt Lake City-ben volt először jelen, ahol a legjobb helyezése egy hetedik hely volt a sprint versenyszámban. Négy évvel később, 2006-ban a francia váltó tagjaként felállhatott a dobogó harmadik fokára, egyéniben és sprintben pedig a hatodik helyen ért célba.

## Eredményei

### Olimpia
| Év   | Világbajnokság | Versenyszám  | Versenyszám   | Versenyszám         | Versenyszám         | Versenyszám | Versenyszám |
| Év   | Világbajnokság | Egyéni 15 km | Sprint 7,5 km | Üldözőverseny 10 km | Tömegrajtos 12,5 km | Váltó 6 km  |             |
| ---- | -------------- | ------------ | ------------- | ------------------- | ------------------- | ----------- | ----------- |
| 2002 | Salt Lake City | ----         | 7             | 17                  | ----                | 9           |             |
| 2006 | Torino         | 6            | 6             | 12                  | 10                  | 3           |             |
| 2010 | Vancouver      | 52           | 15            | 27                  | 7                   | 2           |             |

### Világbajnokság
| Év   | Világbajnokság     | Versenyszám  | Versenyszám   | Versenyszám         | Versenyszám         | Versenyszám | Versenyszám         |
| Év   | Világbajnokság     | Egyéni 15 km | Sprint 7,5 km | Üldözőverseny 10 km | Tömegrajtos 12,5 km | Váltó 6 km  | Vegyes váltó 7,5 km |
| ---- | ------------------ | ------------ | ------------- | ------------------- | ------------------- | ----------- | ------------------- |
| 2001 | Pokljuka           | 35           | ----          | ----                | ----                | 5           | ----                |
| 2002 | Oslo Holmenkollen  | ----         | ----          | ----                | 6                   | ----        | ----                |
| 2003 | Hanti-Manszijszk   | 20           | 7             | 1                   | 3                   | 5           | ----                |
| 2004 | Oberhof            | 4            | 5             | 12                  | 3                   | 5           | ----                |
| 2005 | Hochfilzen         | 4            | 4             | 9                   | 9                   | 4           | ----                |
| 2005 | Hanti-Manszijszk   | ----         | ----          | ----                | ----                | ----        | 6                   |
| 2006 | Pokljuka           | ----         | ----          | ----                | ----                | ----        | 3                   |
| 2007 | Antholz-Anterselva | 9            | 9             | 30                  | 23                  | 2           | 2                   |
| 2008 | Östersund          | 26           | 5             | 5                   | 12                  | 3           | ----                |
| 2009 | Phjongcshang       | 9            | 10            | 40                  | 27                  | 3           | ----                |
| 2010 | Hanti-Manszijszk   | ----         | ----          | ----                | ----                | ----        | 5                   |

### Világkupa
| Összesített eredmény | Összesített eredmény | Összesített eredmény | Összesített eredmény | Összesített eredmény | Összesített eredmény | Összesített eredmény | Összesített eredmény | Összesített eredmény | Összesített eredmény | Összesített eredmény |
| Idény                | 2000/01              | 2001/02              | 2002/03              | 2003/04              | 2004/05              | 2005/06              | 2006/07              | 2007/08              | 2008/09              | 2009/10              |
| -------------------- | -------------------- | -------------------- | -------------------- | -------------------- | -------------------- | -------------------- | -------------------- | -------------------- | -------------------- | -------------------- |
| Helyezés             | 28                   | 15                   | 6                    | 3                    | 1                    | 4                    | 8                    | 2                    | 23                   | 16                   |

| 2000/01    | Breznóbánya/Antholz-Anterselva Egyéni | Pokljuka/Antholz-Anterselva Váltó                                                                                       | |
| 2001/02    | Antholz-Anterselva Váltó | Ötersund Sprint | Lahti Sprint Lahti Váltó                                                                                |
| 2002/03    | Oslo-Holmenkollen Sprint Hanti-Manszijszk Üldözőverseny (VB)                                                                                 | Antholz-Anterselva Egyéni                                                                                               | Oberhof Váltó Oslo-Holmenkollen Váltó Hanti-Manszijszk Tömegrajtos (VB)                                 |
| 2003/04    | Kontiolahti Sprint Hochfilzen Üldözőverseny Breznóbánya Sprint Breznóbánya Üldözőverseny                                                     | Pokljuka Üldözőverseny                                                                                                  | Kontiolahti Váltó Hochfilzen Váltó Pokljuka Sprint Oberhof Tömegrajtos (VB) Lake Placid Üldözőverseny   |
| 2004/05    | Oslo-Holmenkollen Üldözőverseny Ötersund Sprint Antholz-Anterselva Üldözőverseny Pokljuka Sprint Pokljuka Üldözőverseny Pokljuka Tömegrajtos | Ötersund Üldözőverseny Cesana San Sicario Váltó Hanti-Manszijszk Üldözőverseny                                          | Beitostølen Váltó                                                                                       |
| 2005/06    | Oberhof Váltó Ruhpolding Sprint Pokljuka Üldözőverseny                                                                                       | Ötersund Váltó Antholz-Anterselva Üldözőverseny Antholz-Anterselva Sprint Pokljuka Sprint Oslo-Holmenkollen Tömegrajtos | Torino Váltó (O) Pokljuka Vegyes váltó (VB)                                                             |
| 2006/07    | Hochfilzen/Breznóbánya Váltó Oberhof Váltó Ruhpolding Sprint                                                                                 | Hochfilzen Sprint Oberhof Üldözőverseny Antholz-Anterselva Vegyes váltó (VB) Antholz-Anterselva Váltó (VB)              | Ruhpolding Váltó                                                                                        |
| 2007/08    | Hochfilzen Sprint Hochfilzen Üldözőverseny Pokljuka Sprint Phjongcshang Üldözőverseny                                                        | Oberhof Váltó Phjongcshang Sprint Hanti-Manszijszk Sprint Hanti-Manszijszk Üldözőverseny                                | Pokljuka Váltó Ötersund Váltó (VB)                                                                      |
| 2008/09    | | Hochfilzen Váltó Hochfilzen Váltó                                                                                       | Phjongcshang Váltó (VB) Trondheim Tömegrajtos                                                           |
| 2009/10    | | Hochfilzen Váltó Vancouver Váltó (O) Hanti-Manszijszk Tömegrajtos                                                       | Ötersund Váltó Oberhof Váltó Antholz-Anterselva Sprint                                                  |
| Összesítés | Egyéni: 1 Sprint: 9 Üldözőverseny: 9 Tömegrajtos: 1 Váltó: 5 Vegyes váltó: 0 ------------ Összesen: 25                                       | Egyéni: 1 Sprint: 6 Üldözőverseny: 6 Tömegrajtos: 2 Váltó: 9 Vegyes váltó: 1 ------------ Összesen: 25                  | Egyéni: 0 Sprint: 3 Üldözőverseny: 1 Tömegrajtos: 3 Váltó: 13 Vegyes váltó: 1 ------------ Összesen: 21 |

- O - Olimpia és egyben világkupa forduló is.
- VB - Világbajnokság és egyben világkupa forduló is.